# Complexe olympique d'Helliniko

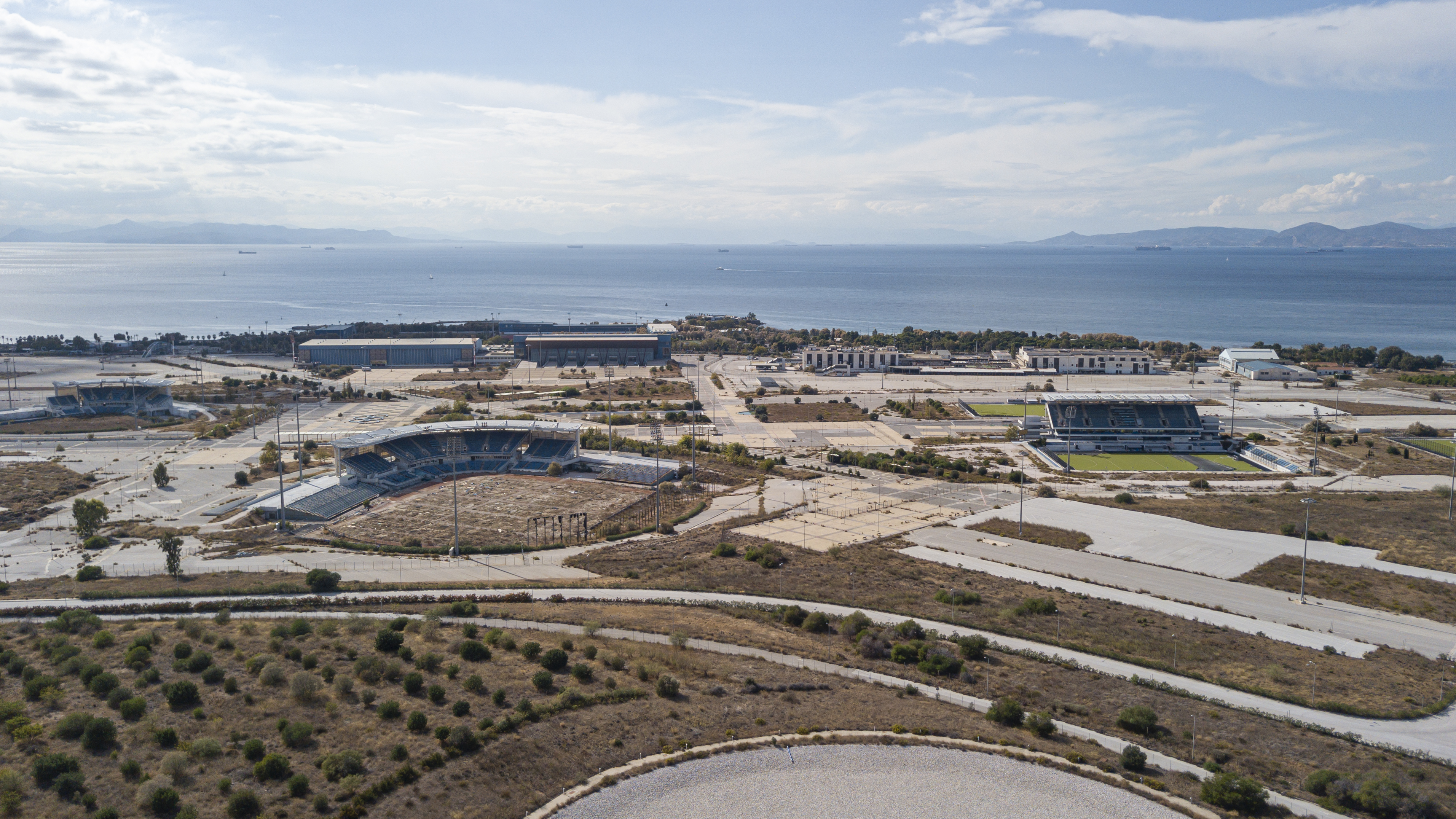
Vue du complexe olympique d'Helliniko en octobre 2017.

Le complexe olympique d'Helliniko (en grec moderne : Ολυμπιακό Συγκρότημα Ελληνικού) est un espace aménagé de complexes sportifs situé à Ellinikó, au sud d'Athènes, en Grèce.
Il a été construit pour les Jeux olympiques et paralympiques de 2004 sur le site de l'ancien aéroport international d'Hellinikon, celui-ci ayant été remplacé par l'aéroport international d'Athènes Elefthérios-Venizélos. Contrairement au site principal qui était en grande partie déjà construit et n'a fait l'objet que d'une restructuration, le site d'Helliniko a été spécialement bâti pour les Jeux de 2004. Il regroupe 6 lieux de compétition.
Comme de nombreux sites de ces Jeux olympiques, la plupart des équipements du complexe ont ensuite été laissés à l'abandon,. Finalement, l'ensemble du site de l'ancien aéroport est vendu par l'État en avril 2014 pour une somme de 915 millions d'euros. Il accueille un temps un camp de réfugiés avant d'être finalement détruit entre 2021 et 2023.

## Les sites olympiques

### Centre olympique de canoë-kayak
Les épreuves de canoë-kayak se sont déroulées au centre olympique de canoë-kayak du 17 au 20 août 2004. Le centre regroupe un parcours de compétition, un parcours d'entraînement et un lac d'échauffement. La surface des plans d'eau est de 27 000 mètres carrés et le centre occupe une superficie totale de 288 000 mètres carrés. La capacité totale est de 7 600 places. La construction s'est achevée le 31 mars 2004 et le site a ouvert officiellement le 31 juillet 2004.

### Centre olympique de hockey

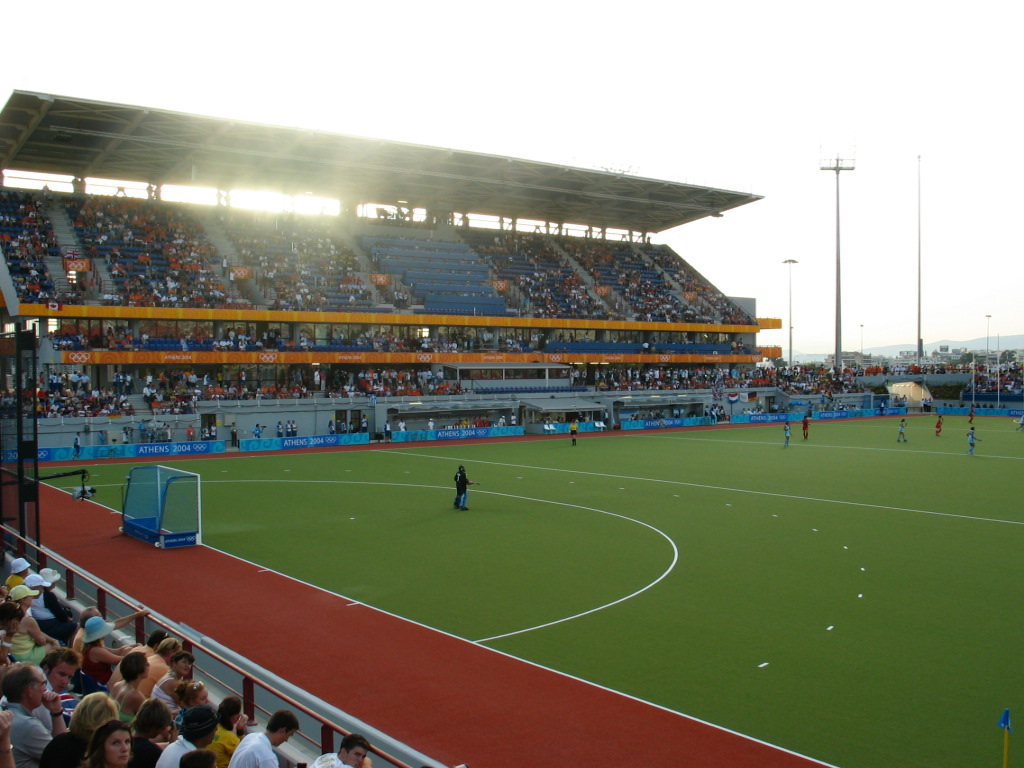
Stade principal de hockey durant les Jeux olympiques de 2004.

Les rencontres de hockey sur gazon se sont jouées au centre olympique de hockey du 14 au 27 août 2004. Il regroupe deux terrains de hockey sur gazon. Le plus grand a une capacité de 7 200 places. Le plus petit peut accueillir 2 100 spectateurs. La construction s'est achevée le 29 février 2004 et le site a ouvert officiellement le 11 août 2004.
Lors des Jeux paralympiques de 2004, les tournois de football à 5 et de football à 7 se sont joués sur ces terrains.

### Centre olympique de baseball
Le centre olympique de baseball regroupe deux stades de baseball. Il a accueilli le tournoi de baseball du 15 au 25 août 2004. Le premier stade a une capacité de 8 700 places. Le second stade peut accueillir 4 000 spectateurs. L'ensemble a été achevé le 27 février 2004 et a ouvert officiellement le 12 août 2004.
Lors des Jeux paralympiques de 2004, les épreuves de tir à l'arc handisport se sont tenues dans ces deux stades.

### Stade olympique de softball
Le stade olympique de softball a accueilli le tournoi de softball du 14 au 23 août 2004. Il a une capacité de 4 800 places. Deux terrains d'échauffement se situent à côté de l'enceinte. La construction s'est achevée le 29 février 2004 et le stade a ouvert officiellement le 30 juillet 2004.

### Salle des sports

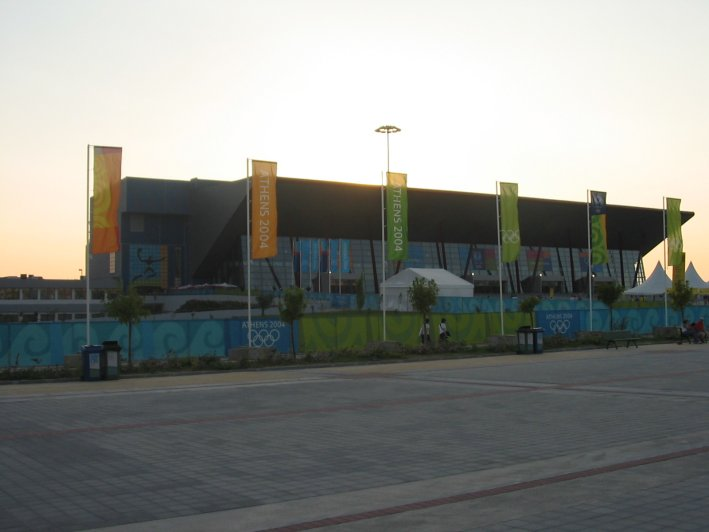
Extérieur de la salle des sports.

La salle des sports d'Helliniko est une enceinte située à côté de la salle d'armes du complexe. La salle a accueilli le premier tour des tournois de basket-ball, la phase finale des tournois de handball ainsi que le tournoi de rugby-fauteuil.
Pour les rencontres de basket-ball, la capacité est de 15 000 places. Pour le handball, 13 500 spectateurs peuvent assister aux rencontres. Les travaux se sont achevés le 31 mai 2004 et la salle a ouvert officiellement le 4 juin 2004.
Par la suite, les niveaux supérieurs furent fermés et la capacité réduite à environ 8 500 places.

### Salle d'armes
La salle d'armes, située à côté de la salle des sports, a accueilli les tournois d'escrime du 14 au 21 août 2004. Lors des tours préliminaires, la capacité était de 3 800 places. Elle est passée à 5 000 places pour les phases finales.
Lors des Jeux paralympiques de 2004, la salle a accueilli le tournoi d'escrime en fauteuil roulant.

## Détérioration et abandon du site
Faute d'entretien, et à la suite de la crise économique qui secoue le pays, le site se détériore rapidement. Malgré les 6 à 27 milliards d'euros investis pour ces olympiades, et les 100 millions annuels prévus pour leur entretien, la plupart des installations du site d'Helliniko sont abandonnées (le parcours de kayak n'est plus utilisé en 2012, les bassins sont vides). Les Jeux olympiques de Londres en 2012 ont donné l'occasion à plusieurs journalistes de faire des reportages sur les anciens sites des Jeux de 2004. Tous soulignent l'état de dégradation et l'abandon de certaines infrastructures. Le site d'Helliniko, devenu un vaste terrain vague, est sans doute le plus touché (le complexe olympique d'Athènes est, quant à lui, encore régulièrement utilisé). Les équipements construits en 2004 n'avaient pas été pensés et conçus pour l'utilisation qui allait en être faite après les Jeux olympiques. Les organisateurs des Jeux d'Athènes n'ayant pas voulu utiliser des structures provisoires, ils se retrouvent donc avec des structures pérennes surdimensionnées et non utilisées. D'autant que la Grèce est l'un des plus petits pays à avoir organisé des Olympiades d'été. Enfin, vu le nombre très réduit de pratiquants de certaines disciplines sportives dans le pays, certaines installations se sont révélées inutiles ou disproportionnées (softball, baseball, ping-pong ou hippisme par exemple). Dès 2011, le gouvernement grec souhaite se détacher de la majeure partie du site d'Helliniko et le met en vente. En avril 2014, l'ancien aéroport est finalement vendu par l'État à la société grecque Lamda Development pour une somme de 915 millions d'euros. Elle compte y implanter un ensemble de résidences et parcs d'activités.

Sites olympiques à l'abandon (2017-2018)
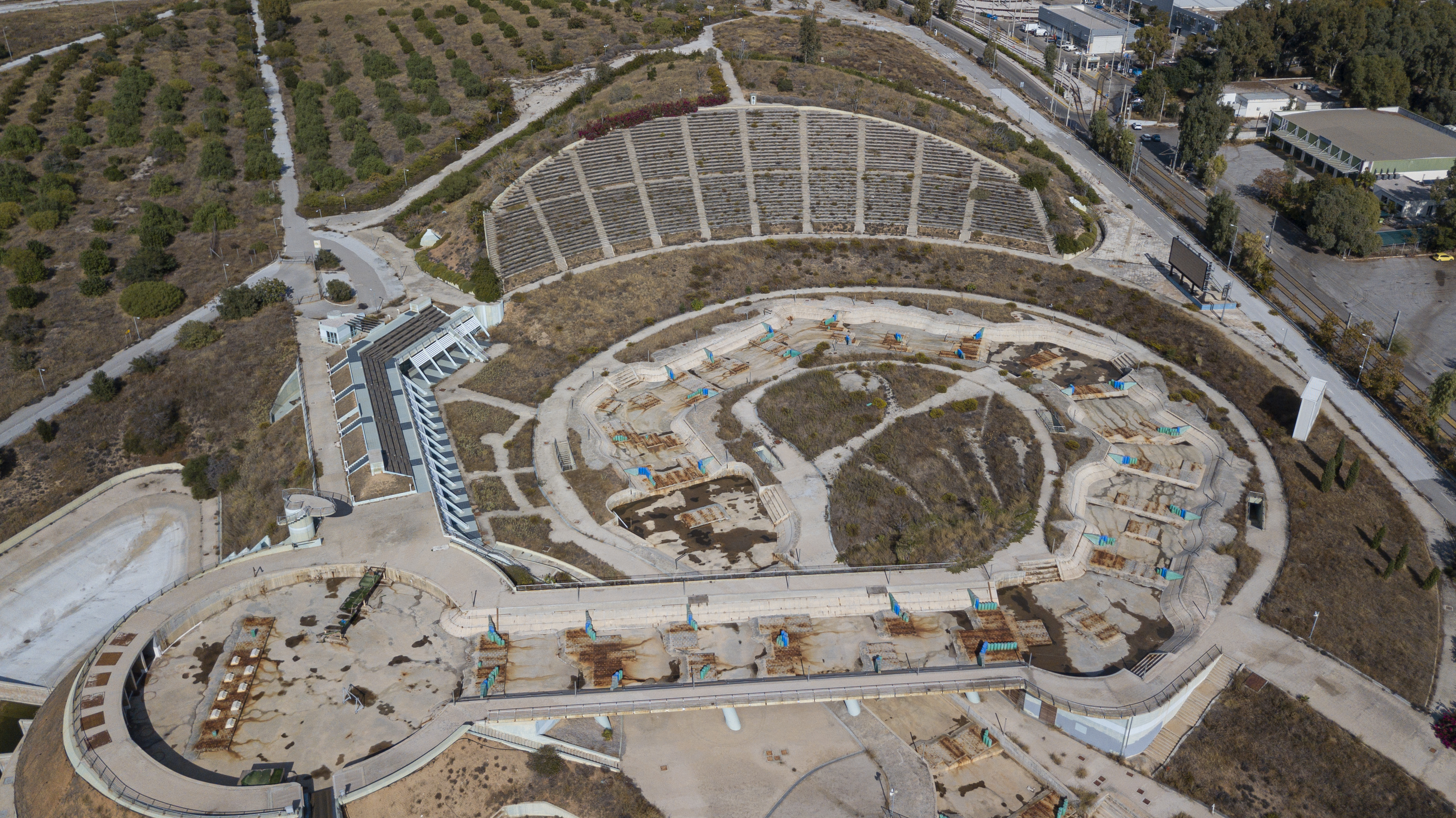
Le centre olympique de canoë-kayak.
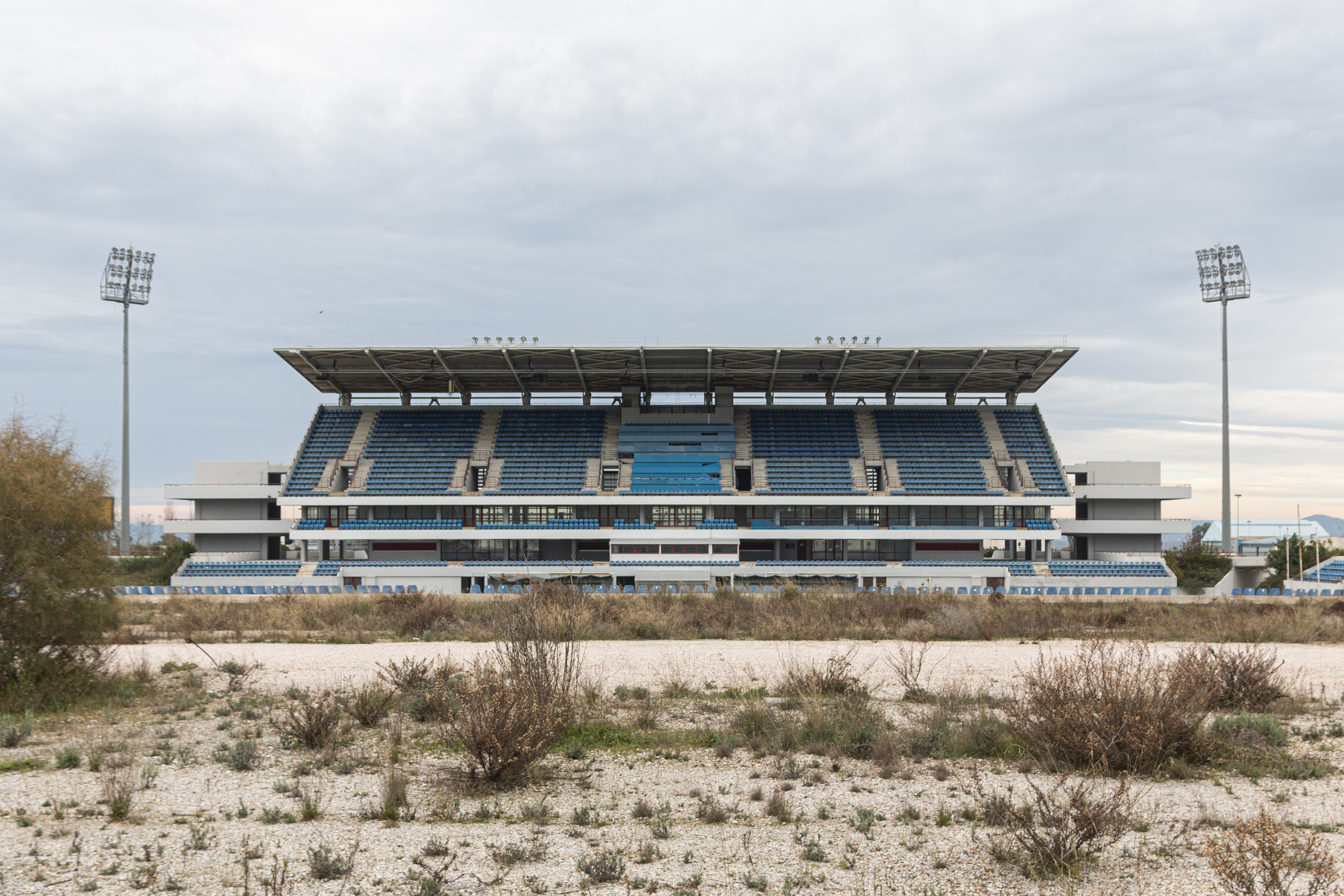
Le centre olympique de hockey.
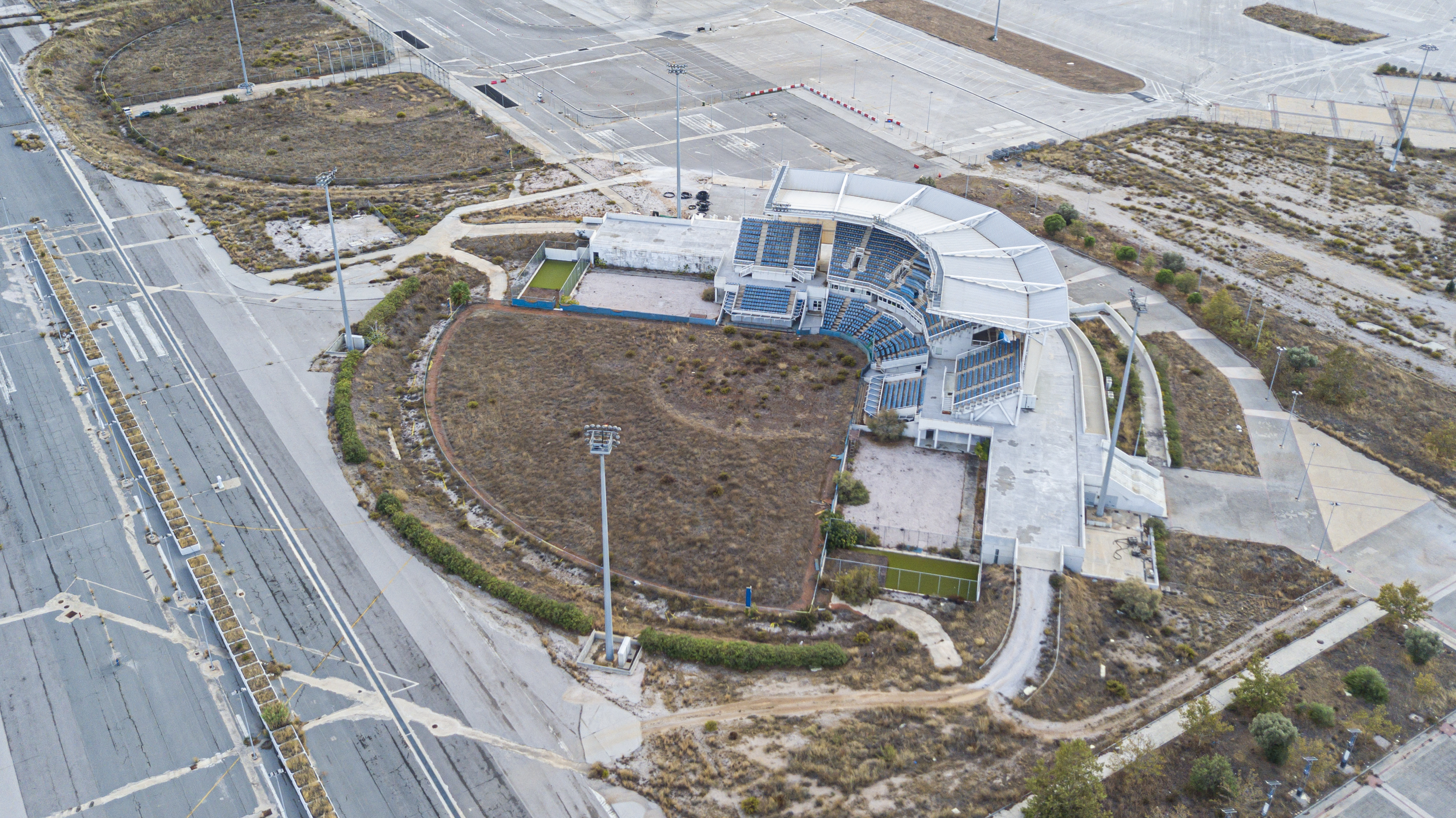
Le stade olympique de softball.
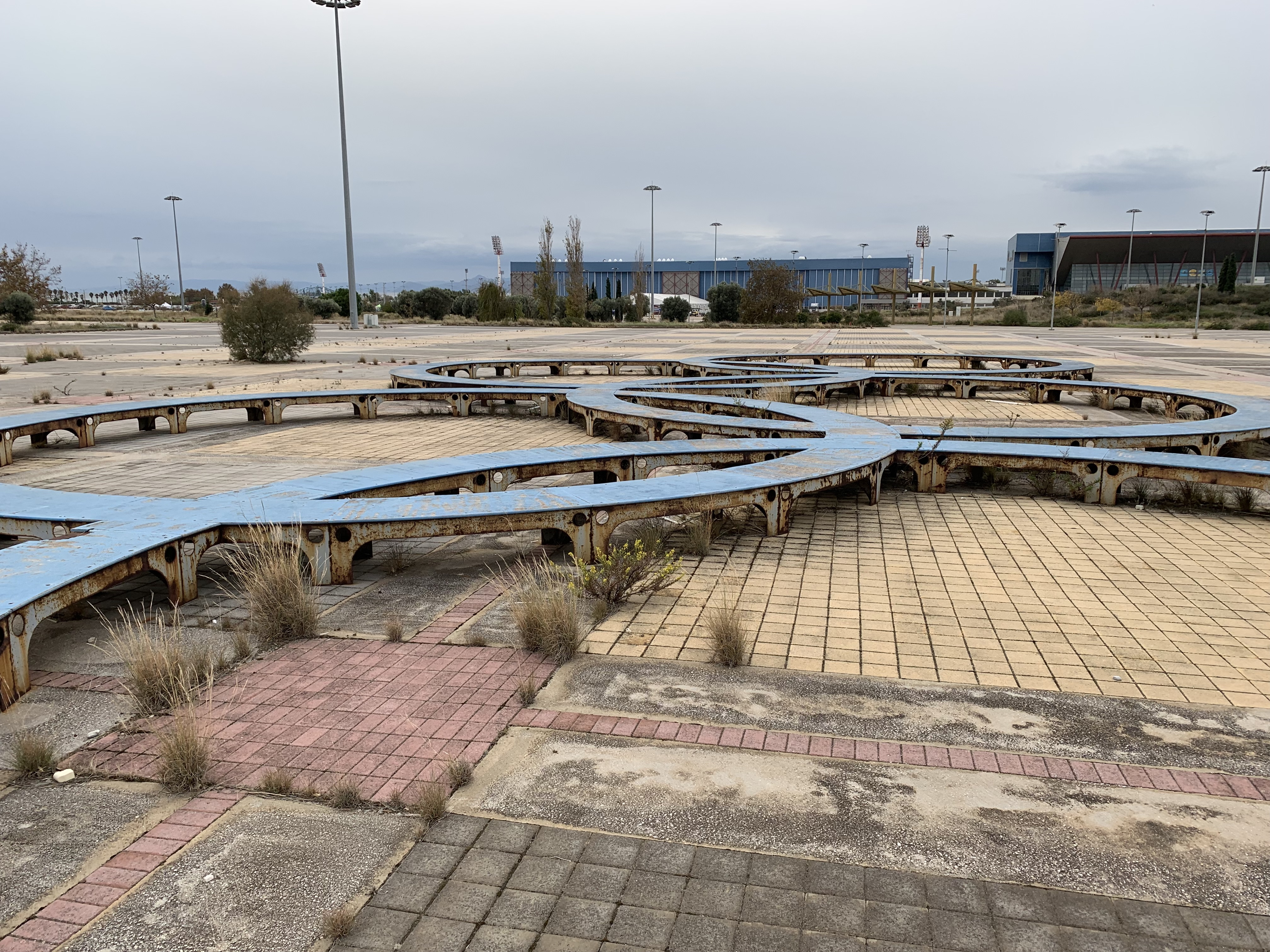
Les anneaux olympiques.